# سیارک ۲۴۱۹۹
سیارک ۲۴۱۹۹ (به انگلیسی: 24199 Tsarevsky، نامگذاری:1999XD39) بیست و چهار هزار و صد و نود و نهمین سیارک کشف شده‌است که در ۶ دسامبر ۱۹۹۹ کشف شد.
قدر مطلق سیارک برابر ۲۰.۴ است.